# Sons of Otis
I Sons of Otis sono un gruppo musicale stoner rock/doom metal canadese formatosi a Toronto nel 1992.

## Storia
I Sons of Otis sono stati formati da Ken Baluke a Toronto tra il 1992 e il 1993. Fortemente influenzati dalla musica heavy underground dell'epoca (Melvins, Fudge Tunnel, Shallow N.D), hanno pubblicato il loro primo album Paid To Suffer nel 1994.
La band ha avuto grandi difficoltà a trovare un batterista stabile e dalla fondazione al maggio 2001 ne ha cambiati 11, dovendo a volte ricorrere a una drum machine sia in studio che dal vivo.
Tutti gli album pubblicati dai Sons of Otis prima del 2005 sono usciti per etichette che in seguito hanno chiuso. I primi tre album (Paid To Suffer, Spacejumbofudge e Temple Ball) sono stati ristampati da alcune etichette europee nel 2012.

## Formazione

### Formazione attuale
- Ken Baluke - chitarra, voce
- Frank Sargeant - basso
- Ryan Aubin - batteria

### Ex componenti
- Tony Jacome - batteria (2001, ospite sull'album Songs For Worship)
- John Moran - batteria (1992–1995)
- Emilio Mammone - batteria (1996–1998; 1999–2001, incluso il tour europeo del 2000 con gli Electric Wizard)[1]

## Discografia
- 1994 - Paid to Suffer (ristampato da Totem Cat Records)
- 1996 - Spacejumbofudge (Hypnotic Records, ristampato nel 2000 da Man's Ruin Records, ristampato nel 2012 da Alone Records)
- 1999 - Temple Ball  (Man's Ruin Records, ristampato da Bilocation)
- 2001 - Songs for Worship (The Music Cartel)
- 2005 - X (Small Stone Records)
- 2009 - Exiled (Small Stone Records)
- 2012 - Seismic (Small Stone Records)

### EP
- 2001 - Untitled EP (The Music Cartel, conosciuito anche come The Pusher EP)
- 2007 - Sons of Otis / Queen Elephantine - Split (Concrete Lo-Fi Records)

### Album dal vivo
- 2018 - Live in Den Bosch (Totem Cat Records)